# Shroud (streamer)
Michael "Shroud" Grzesiek (født 2. juni 1994), er en canadisk Twitch-streamer og internetpersonlighed. Shroud begyndte at opnå anerkendelse, da han blev professionel CS:GO spiller for Cloud9. I 2017 meddelte Shroud at han ikke længere ville spille Counter-Strike: Global Offensive, men i stedet arbejde som fuldtids streamer på Twitch. På hans Twitch-kanal streamer han spillene  PlayerUnknown's Battlegrounds, Counter-Strike: Global Offensive, Call of Duty Black Ops 4: Blackout, Rainbow Six Siege og Apex Legends, og andre spil.